# 黒川峰夫
黒川峰夫（くろかわ みねお）は、日本の医師、医学者。

## 経歴
- 1990年（平成 2年） - 東京大学医学部医学科卒業
- 1990年（平成 2年） - 東京大学医学部附属病院 内科研修医
- 1995年（平成 7年） - 東京大学大学院医学系研究科第一臨床医学卒業
- 1995年（平成 7年） - 東京大学医学部附属病院 第三内科 医員
- 1997年（平成 9年） - 日本学術振興会 特別研究員
- 1999年（平成11年） - 東京大学医学部附属病院 血液・腫瘍内科 助手
- 2004年（平成16年） - 東京大学医学部附属病院 血液・腫瘍内科 講師
- 2005年（平成17年） - 東京大学大学院医学系研究科 血液・腫瘍病態学 教授 / 東京大学医学部附属病院 血液・腫瘍内科 教授・科長 [1][2][3]
- 2008年（平成20年） - 東京大学医学部附属病院 無菌治療部 部長（兼任）